# Acifluorfen
Acifluorfen ist ein Pflanzenschutzwirkstoff und gehört zur Klasse der Phenolether-Herbizide. Es ist ein gelbbrauner Feststoff.

## Geschichte
Acifluorfen wurde Mitte der siebziger Jahre von Mobil Chem. Co. (jetzt Bayer CropScience) und Rohm & Haas (jetzt BASF AG) entwickelt und 1980 in den Markt eingeführt.

## Wirkung
Acifluorfen ist ein selektives Herbizid. Es greift als Protoporphyrinogenoxidase (PPO)-Inhibitor in die Tetrapyrrolbiosynthese der behandelten Pflanzen ein und hemmt diese. Es kommt zu einer Akkumulation des PPO Substrates Protoporphyrinogen IX, welches aus den Chloroplasten in das Zytoplasma diffundiert und dort unspezifisch von membranständigen Peroxidasen zu Protoporphyrin IX (Proto IX) oxidiert wird. Da freies Proto IX die bei Belichtung aufgenommene Anregungsenergie auf Sauerstoff übertragen kann, kommt es zur Bildung von reaktiven Sauerstoffspezies (ROS), welche durch Lipid-Peroxidierung die Zerstörung der Zellmembran bewirken. Da die Schäden, die durch die Hemmung der Tetrapyrrolbiosynthese verursacht wurden, schwerwiegend sind, stirbt die behandelte Pflanze.

## Verwendung und Zulassungsstatus
Es wird hauptsächlich gegen Unkräuter und Ungräser im Sojabohnen-, Baumwoll- und Erdnußanbau eingesetzt. Dabei wird Acifluorfen meist als Natriumsalz eingesetzt.
In den Staaten der EU und in der Schweiz sind Pflanzenschutzmittel mit dem Wirkstoff Acifluorfen nicht mehr zugelassen.

## Umweltaspekte
Acifluorfen ist nicht bienengefährlich, aber giftig für Fische. Der Abbau erfolgt durch photolytischem Zerfall bei einer Halbwertszeit von 30 bis 80 Tagen.

## Nachweis
In Pflanzen und Böden kann eine Rückstandsbestimmung mittels GC- oder HPLC-Methode durchgeführt werden.